# Hafenstraße 9/10, Speicher II (Stralsund)

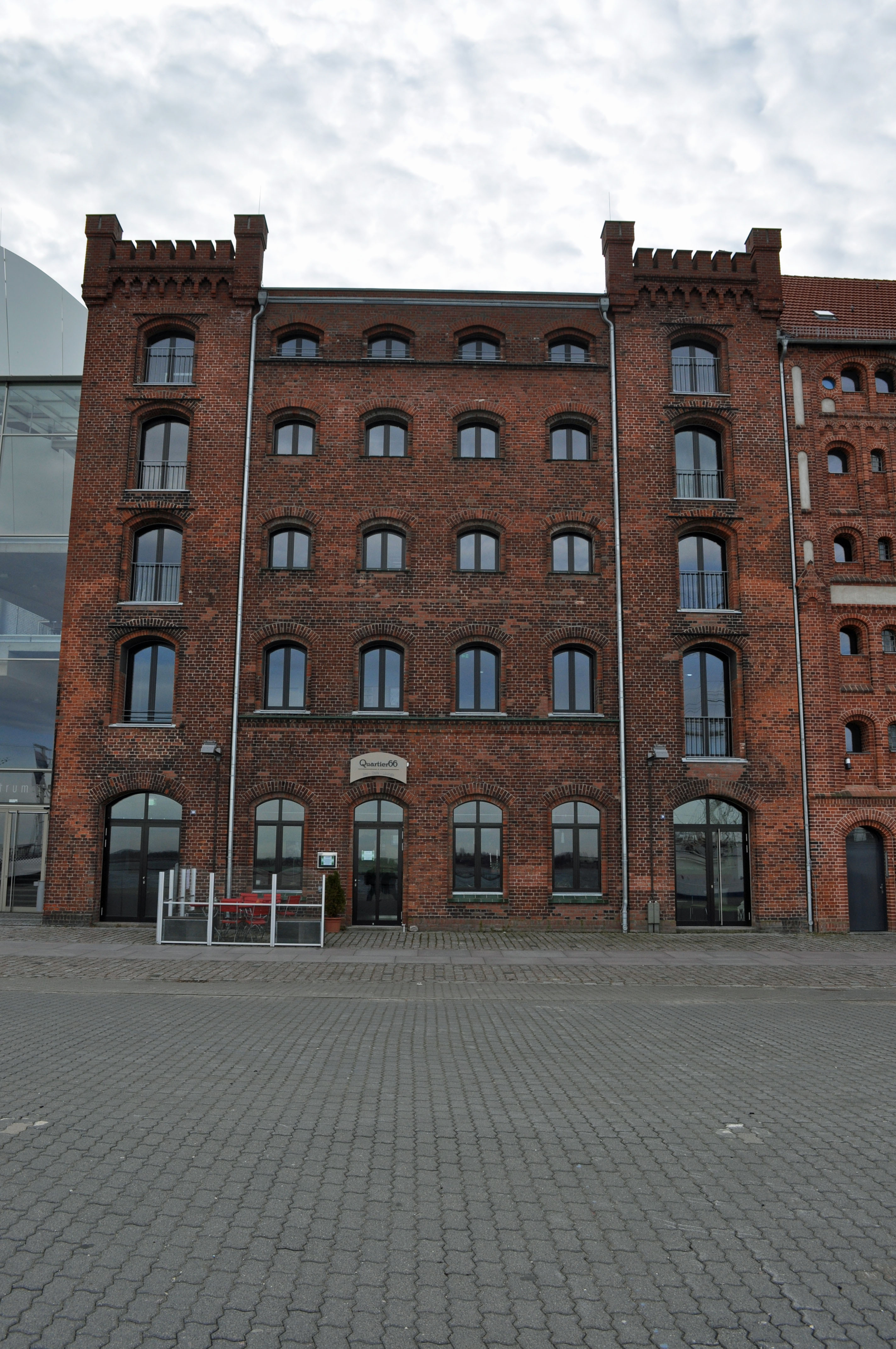
Das Gebäude Hafenstraße 9/10 in Stralsund (2012)

Das Gebäude mit der postalischen Adresse Hafenstraße 9/10 ist ein denkmalgeschütztes Gebäude in der Hansestadt Stralsund in der Hafenstraße. Das Speicher II genannte Gebäude gehört zum Ensemble der Speicher auf der Hafeninsel und prägt damit die Silhouette der Stadt.
Der fünfgeschossige Backsteinbau wurde in den Jahren 1888 bis 1889 errichtet und ist damit der älteste Speicher auf der Hafeninsel.
Die Fassade zur Hafenstraße weist segmentbogige Tür- und Fensteröffnungen auf. Die beiden äußeren Achsen sind als mit Zinnen bekrönte Risalite ausgebildet.
Das Haus liegt im Randgebiet des von der UNESCO als Weltkulturerbe anerkannten Stadtgebietes des Kulturgutes „Historische Altstädte Stralsund und Wismar“. In die Liste der Baudenkmale in Stralsund ist es mit der Nummer 849 eingetragen.